# Réflecteur de neutrons
 (octobre 2012).
Si vous disposez d'ouvrages ou d'articles de référence ou si vous connaissez des sites web de qualité traitant du thème abordé ici, merci de compléter l'article en donnant les références utiles à sa vérifiabilité et en les liant à la section « Notes et références ».
Un réflecteur de neutrons est un matériau qui réfléchit les neutrons. Cette notion relève plus de la réflexion diffuse que de la réflexion spéculaire, c’est-à-dire qu’il s’agit de matériaux qui réfléchissent les neutrons sans que l’angle de réflexion soit obligatoirement égal à l’angle d’incidence. On en fait entre autres en graphite, en béryllium, en acier et en carbure de tungstène. Un réflecteur de neutrons peut rendre critique une masse de matière fissile qui en son absence est sous-critique. Il peut aussi augmenter la quantité de fissions nucléaires qu’une masse critique ou super-critique produira.

## Applications aux réacteurs nucléaires civils
Dans un réacteur nucléaire composé d’éléments alternés uranium et graphite (qui était appelé pour cette raison pile nucléaire) la masse critique peut être fortement diminuée en entourant le réacteur d’une couche de graphite car une telle enveloppe réfléchit beaucoup de neutrons vers l’intérieur.
Pour atteindre un fonctionnement de 30 années, la conception du réacteur nucléaire SSTAR (autonome, transportable, fermé et petit) impose la présence d’un réflecteur de neutrons mobile ; le lent déplacement du réflecteur le long de la colonne du haut vers le bas provoquerait progressivement l’entrée en réaction du combustible nucléaire jusqu’à son épuisement.
Un réflecteur fait d’un matériau léger comme le graphite ou le béryllium servirait aussi de modérateur en réduisant l’énergie cinétique des neutrons, alors que des matériaux lourds comme le plomb ou un eutectique plomb-bismuth aurait moins d’effets sur la vitesse des neutrons.
Les réacteurs spatiaux qui sont de très petite taille et qui présentent de ce fait des fuites neutroniques importante sont contrôlés en réactivité au moyen de rouleaux implantés dans le réflecteur radial qui, dans la position rapprochée du cœur, coupent les communications entre le matériau réflecteur (souvent du béryllium) au moyen d'un matériau neutrophage annulant ainsi l'effet réflecteur et les rétablissent dans la position éloignée. Le réacteur est ainsi contrôlé par action sur les fuites grâce au réflecteur.

## Applications aux armes nucléaires
Un chemisage similaire peut être utilisé pour diminuer la taille critique d’une arme nucléaire, mais ici il a un rôle supplémentaire : sa propre inertie mécanique retarde l’expansion du matériau nucléaire. On qualifie souvent de « renforcées » des armes ainsi améliorées par leur chemisage. L’arme éclate en petits morceaux au cours de la réaction en chaine ce qui a tendance à l’arrêter, c’est pourquoi les chemisages de renforcement provoquent des explosions plus longues, plus énergétiques et plus efficaces. Le matériau de chemisage le plus efficace est celui qui a la plus grande masse volumique ; une forte résistance mécanique n’est d’aucun intérêt ici car aucun matériau ne résiste aux contraintes extrêmes induites par une explosion nucléaire. Par coïncidence, les matériaux de grande densité sont d’excellents réflecteurs de neutrons ce qui fait qu’ils sont doublement appropriés pour les armes nucléaires.

## Cas particulier des bombes H
Pour les bombes H le problème se complique car un lourd  chemisage de renfort nécessite un système explosif (celui qui provoque l’implosion de l’hydrogène) plus puissant. Le 1er étage d’une bombe thermonucléaire moderne peut utiliser un réflecteur en béryllium pour sa faible densité (1,85), de plus, quand il est ionisé, il est transparent aux rayons X, ce qui  permet à l’énergie du 1er étage de s’évacuer rapidement et d’aller comprimer l’étage secondaire.
Alors que le but d’un chemisage de renfort est d’augmenter l’efficacité, à la fois en réfléchissant les neutrons et en retardant l’expansion de la bombe, l’effet sur la diminution de la masse critique n’est pas aussi important. La raison en est que la dynamique de la réflexion prend du temps.